# Beyond Meat
Beyond Meat és una empresa alimentària estatunidenca que produeix aliments d'origen vegetal substituts de la carn (“plant-based meat”).
Beyond Meat té la seu a la ciutat de Los Ángeles (Califòrnia) i va ser fundada al 2009 pel seu CEO Ethan Brown.

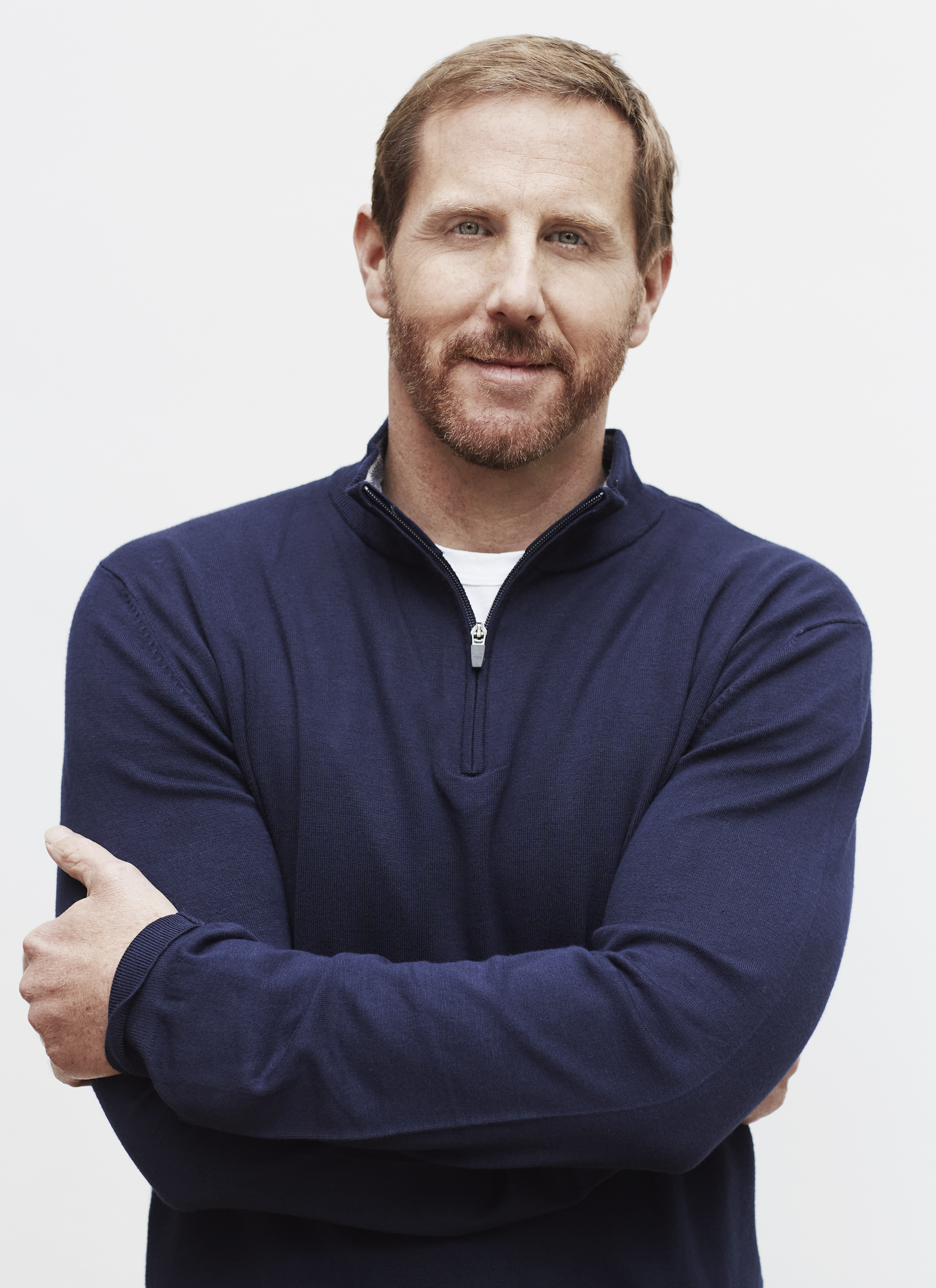
Ethan Brown, fundador de Beyond Meat,

## Història

### Origen
Ethan Brown va fundar la companyia al 2009 amb l'objectiu principal de poder combatre el problema que generen les industries càrnies. La seva missió era lluitar contra el canvi climàtic. No obstant, també buscava posar una solució a altres problemes que l'envolten durant el seu dia a dia: desbaratar el sistema alimentari insostenible, reduir les emissions de carboni, eliminar la crueltat amb els animals i millorar la salut de les persones.
Brown va contactar inicialment amb dos professors de la Universitat de Missouri, Fu-hung Hsieh i Harold Huff, als qui va demanar que investiguesin per poder desenvolupar productes que aconseguíssin imitar la textura i el sabor de la carn però partint d'un origen vegetal.
Després de diversos anys investigant, Hsieh i Huff van aconseguir arribar a dissenyar un producte nou, "Beyond Chicken Strips”. Aquest es va començar a comercialitzar al Whole Foods Market al 2012 i durant el 2013 es va continuar expandint per tots els Estats Units. L'organització People for the Ethical Treatment of Animals (PETA) va nomenar a Beyond Meat empresa de l'any en 2013.
Més tard, en 2014, va desenvolupar el seu primer producte de carn de boví d'origen vegetal, "Beyond Beef Crumbles", i des de llavors s'ha anant ampliat a la carn de porc d'origen vegetal.

### Consolidació i inversors
En el període comprès entre 2013 i 2016, Beyond Meat ha vist com s'incorporaven nous inversors i feien que l'empresa es consolidés en el mercat. Bill Gates va decidir invertir a la companyia al 2013 ja que era simpatitzant amb el pensament de Brown sobre el medi ambient i després d'haver provat el producte va afirmar que tenia un gust molt similar a la carn de pollastre real.
Obvious Corporation, fundada pels co-fundadors de Twitter Evan Williams, Biz Stone, i Jason Goldman, van començar a secundar econòmicament a Beyond Meat el juny de 2013.
Tyson Foods va comprar una participació del 5% en Beyond Meat a l'octubre de 2016, però 3 anys més tard, va vendre la seva participació del 6,5% i va sortir de la inversió, abans de l'oferta pública inicial de l'empresa. En 2018, Beyond Meat havia recaptat 72 milions de dòlars en finançament de risc.
Beyond Meat també està recolzada per inversors famosos i esportistes com Leonardo DiCaprio, Jessica Chastain, Snoop Dogg, Lliça Koshy, Chris Paul, Kyrie Irving, DeAndre Hopkins i altres.

### Expansió
Actualment Beyond Meat subministra a molts països al voltant del món, un total de més de 50 països com poden ser els Estats Units, Alemanya i la resta d'Europa, el Canadà, Mèxic, Austràlia, Emirats Àrabs Units, Corea, Sud-àfrica, Taiwan, Xile o Israel.
Als Estats Units, Beyond Meat té diverses instal·lacions de fabricació, situades a Columbia, Missouri, i Pennsylvania.
Al 2018, Beyond Meat va obrir la seva segona instal·lació de producció a Columbia, Missouri, la qual va permètre triplicar l'espai de fabricació de l'empresa. A més a més, va obrir un laboratori de R+D de 2.400 metres quadrats en El Segundo, Califòrnia.
En 2020, Beyond Meat va adquirir una nova instal·lació de fabricació a Devault, Pennsilvània. A Europa, té dues instal·lacions als Països Baixos: una instal·lació de co-fabricació a Zoeterwoude, propietat i operada per l'empresa holandesa Zandbergen, i una instal·lació pròpia a Enschede.
Aquestes dues instal·lacions donen servei a la xarxa de distribució a Europa, Orient Mitjà i Àfrica.

### Controversia

#### Demanda de Don Lee Farms
Actualment Beyond Meat es troba en una batalla legal amb Don Lee Farms després que aquests hagin posat una demanda a la multinacional vegetariana per competència deslleial segons el que consideren publicitat falsa sobre els ingredients i valor nutricional dels productes de Beyond Meat. La demanda judicial insta que Beyond Meat exagera el contingut proteic dels seus productes fins a un 30% després d'analitzar els continguts de varis productes de la marca. Don Lee Farms també acusa a Beyond Meat d'utilitzar metilcel·lulosa, un producte que, tot i ser acceptat per la FDA per a ser consumit, és considerat un producte no natural, contradient la idea de que Beyond Meat només utilitza productes naturals.

#### Positius en listèria
En un article de Novembre del 2022 la companyia Bloomberg va filtrar uns documents interns on es mostrava evidència de restes de floridures, bacteris i altres atemptats a la salut en una manufacturera de Pennsilvania, Estats Units. La informació va ser revelada per un extreballador de l'empresa i posteriorment dos altres treballadors van confirmar de manera anònima les condicions en les que es trobava l'empresa. Es va detectar la presència del bacteri patògen listèria en fins a 11 ocasions diferents.
Beyond Meat es va pronunciar al respecte, assegurant que els seus estandards d'higiene i seguretat són encara més rigurosos del que recomana la legislació i que les revisions recents de seguretat s'havien aprovat sense cap instància de incompliment de la regulació.

#### Abastiment a cadenes de restaurants
Beyond Meat ha tingut problemes per abastir amb els seus productes les cadenes de restaurants.
En una fàbrica a Kentucky, Estats Units, on s'hi incorporaven grànuls de greix criogenitzats al pepperoni va haver-hi un accident. Una explosió que, segons el portaveu de Beyond Meat, no va causar danys materials, però va deixar 10 treballadors ferits. Unes setmanes després, el juliol de 2021 es va començar una prova a petita escala en un anàleg del pepperoni per a Pizza Hut. La complexitat de la fabricació es va traduir que l'elaboració començava als Estats Units, es tallava a les plantes europees i tornava als Estats Units. El client, Pizza Hut, va rebutjar el que considerava un elevat preu i va posar en dubte la capacitat de Beyond Meat de proporcionar-los el producte a escala comercial. L'abril de 2022 no havia acabat encara el procés de comercialització del producte.

#### Acomiadaments i estancament
L'octubre de 2022 es va anunciar l'acomiadament de 200 treballadors a la planta d'El Segundo, un 20% de la plantilla. El comunicat de la empresa informava també de probables futures retallades de personal per assolir un flux de caixa positiu.
A finals de 2021, Beyond Meat va anunciar vendes per sota de les esperades amb una reducció del 14% dels ingressos interanuals respecte l'any anterior als Estats Units. Aquest fet vindria donat per una caiguda en les vendes als supermercats. Segons les dades dels anàlisis duts a terme per Information Resources Inc. les vendes de substituts de la carn haurien caigut un 10.4% a principis de 2022.
Tot i que Beyond Meat tingués inicialment una bona rebuda a la borsa, des de mitjans de 2021 ha patit una devallada continua. L'agost de 2022, per primera vegada en la seva història, el preu de les seves accions es trobava per sota dels 25 dòlars estatunidencs, el preu que tenia durant la seva sortida a borsa.

## Producció
El major repte per a Beyond Meat en l'elaboració de succedanis de la carn era assolir un producte que tingués una textura similar a la de la carn, motiu pel qual es van unir a l'equip els científics Fu-hung Hsieh i Harold Huff, que ja tenien articles amb resultats interessants per a l'empresa.
Per a l'elaboració dels diversos productes s'usa, per tractar els ingredients, una extrusora d'aliments. Aquesta, regula la temperatura i la pressió per obtenir la massa amb la consistència desitjada. Es tracta de maquinària complexa, en la que ha de ser possible preparar productes anàlegs a pits de pollastre, hamburgueses i embotits, tots amb diferent textura i consistència.
Els ingredients usats són d'origen vegetal i d'algues. Per als productes que duen soja s'afegeix diòxid de titani per millorar la coloració del gris al bru.

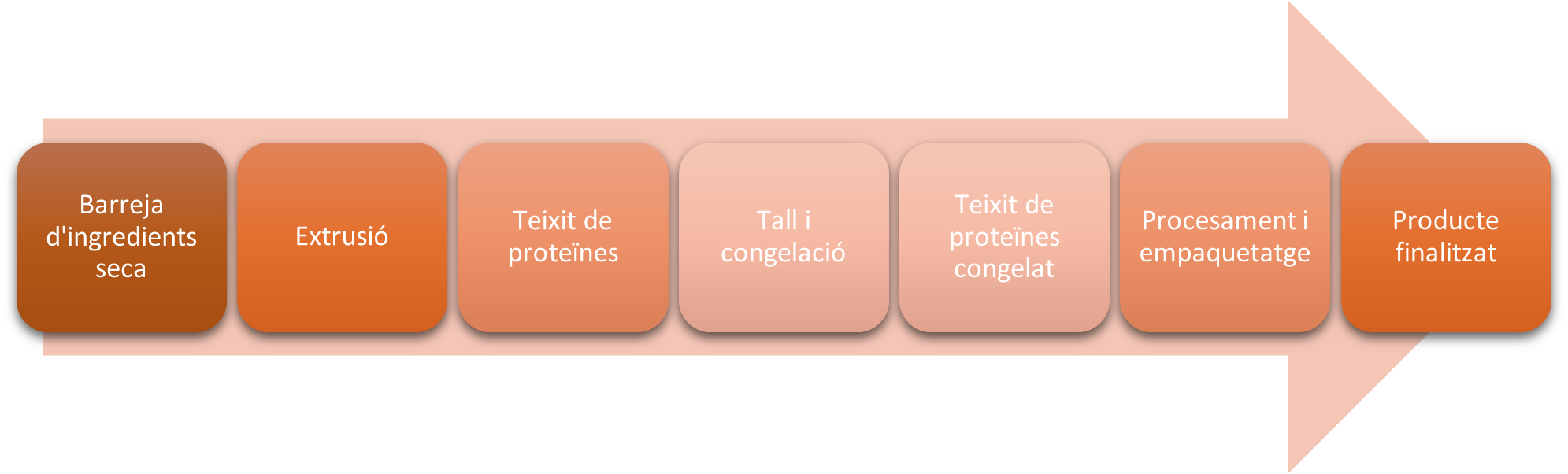
Procés de fabricació

## Productes

### Beyond Burger

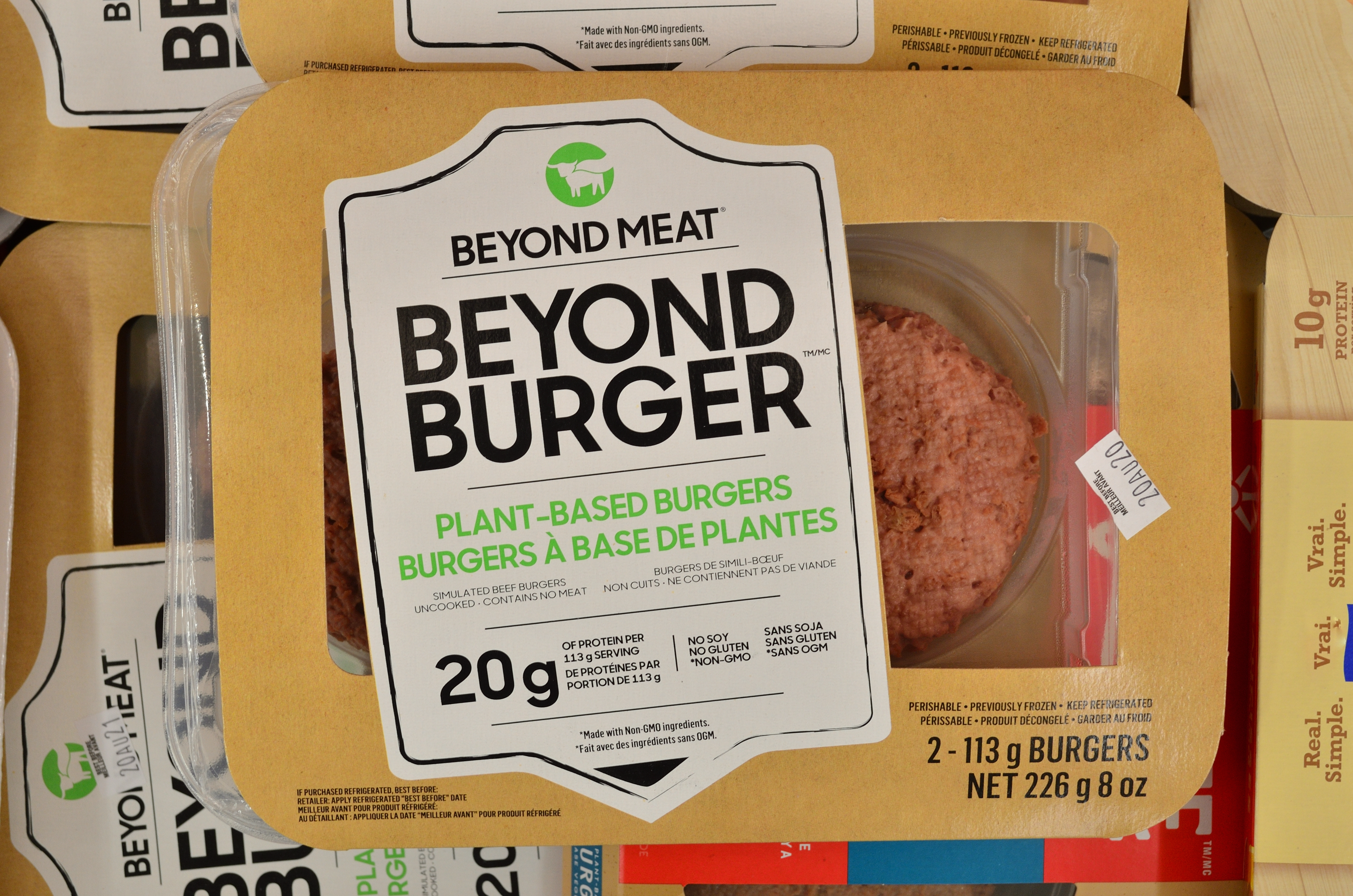
Un paquet de Beyond Burger

El producte estrella de la marca. Es basa principalment en una barreja d'aigua, proteïna de pèsol, oli de colza i oli de coco. També s'utilitzen la metilcel·lulosa i el midó de patata com a estabilitzadors. La beyond burger també conté remolatxa, que permet obtenir una carn més vermella.

### Beyond Meatballs
Les italian style meatballs de Beyond Meat són unes mandonguilles sense gluten pensades per a ser usades com a acompanyament. Aquestes es poden cuinar de tres maneres diferents, a la paella, al forn o bé es poden bullir a foc lent en estofats o sopes. L'alt contingut en greixos provinents del oli de coco i de colza es fon al aplicar calor, resultant en una textura i sucositat molt similar a les mandonguilles tradicionals.
A part dels ingredients que comparteixen tots els productes de Beyond Meat, les Beyond meatballs també porten una selecció d'herbes aromàtiques i altres ingredients com suc de llimona concentrat, ceba o vinagre de blat de moro.

### Beyond Mince
Comparteix la majoria d'ingredients amb la Beyond Burger però no ve preparada sinó que és únicament carn picada, que es pot usar com a base per tal de poder crear plats diferents mantenint els ingredients mencionats anteriorment. Beyond meat ofereix un receptari amb multitud de receptes per a fer tacos, pinxos o empanades entre d'altres, utilitzant la beyond mince com a ingredient principal.

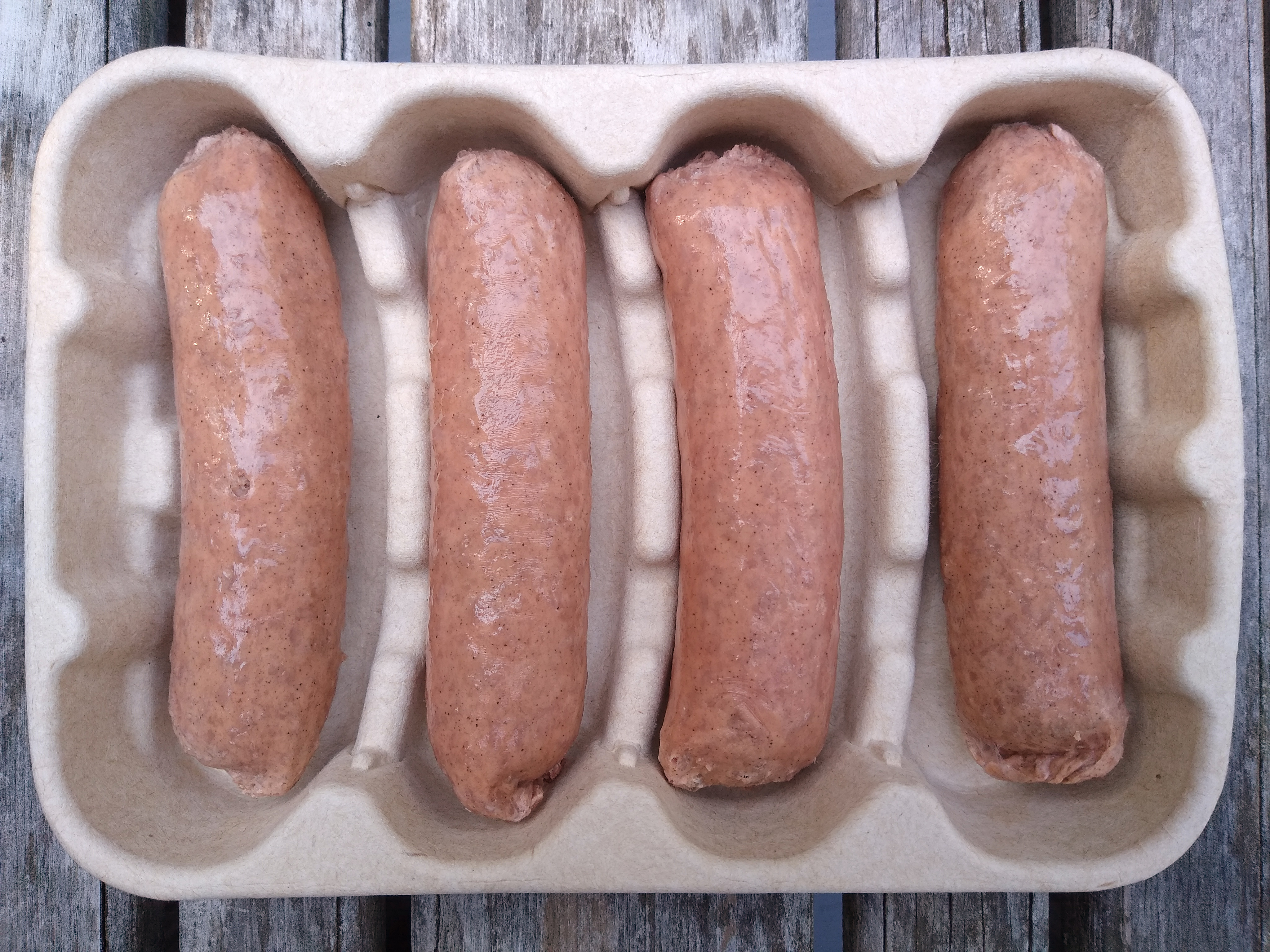
Beyond Sausage crues en una safata

### Beyond Sausage
Existeixen dos sabors per a les salsitxes tipus Bratwurst vegetarianes, l'original i la italiana picant.
Duu proteïnes de pèsol, arròs i faves, oli de coco i gira-sol, aromatitzants i extractes vegetals. Per a imitar l'embolcall de la salsitxa s'ha usat un agent gelificant, alginat de calci provinent d'algues.

### Altres productes
Tot i que no es poden trobar a Europa, als Estats Units podem trobar multitud d'altres productes que aquí encara no es troben disponibles. En primer lloc trobem alternatives de pollastre com nuggets o fingers de pollastre arrebossat. L'octubre de 2022 es va anunciar la sortida al mercat estatunidenc del Beyond Steak, un anàleg del bistec rostit trossejat. A diferència de la Beyond Burger, conté gluten i la seva font de proteïnes són les faves. També existeix una alternativa de cecina vegana original, picant o teriyaki.

## Mercat

### Entrada a borsa
El 2 de Maig de 2019 Beyond Meat va començar a cotitzar a la borsa americana NASDAQ. Va ser la primera empresa plant-based operant en el NASDAQ i el seu debut va crear molta expectació. Al final del dia, les seves accions van augmentar de preu un 163%, obtenint un valor de mercat de 3.77 milers de milions de dòlars i essent la millor IPO del any 2019.

### Col·laboracions
Beyond Meat ha realitzat divereses col·laboracions amb multitud d'empreses de menjar ràpid que els ha permès expandir-se i obtenir molta visibilitat, especialment a Amèrica.

#### McDonald's Canadà

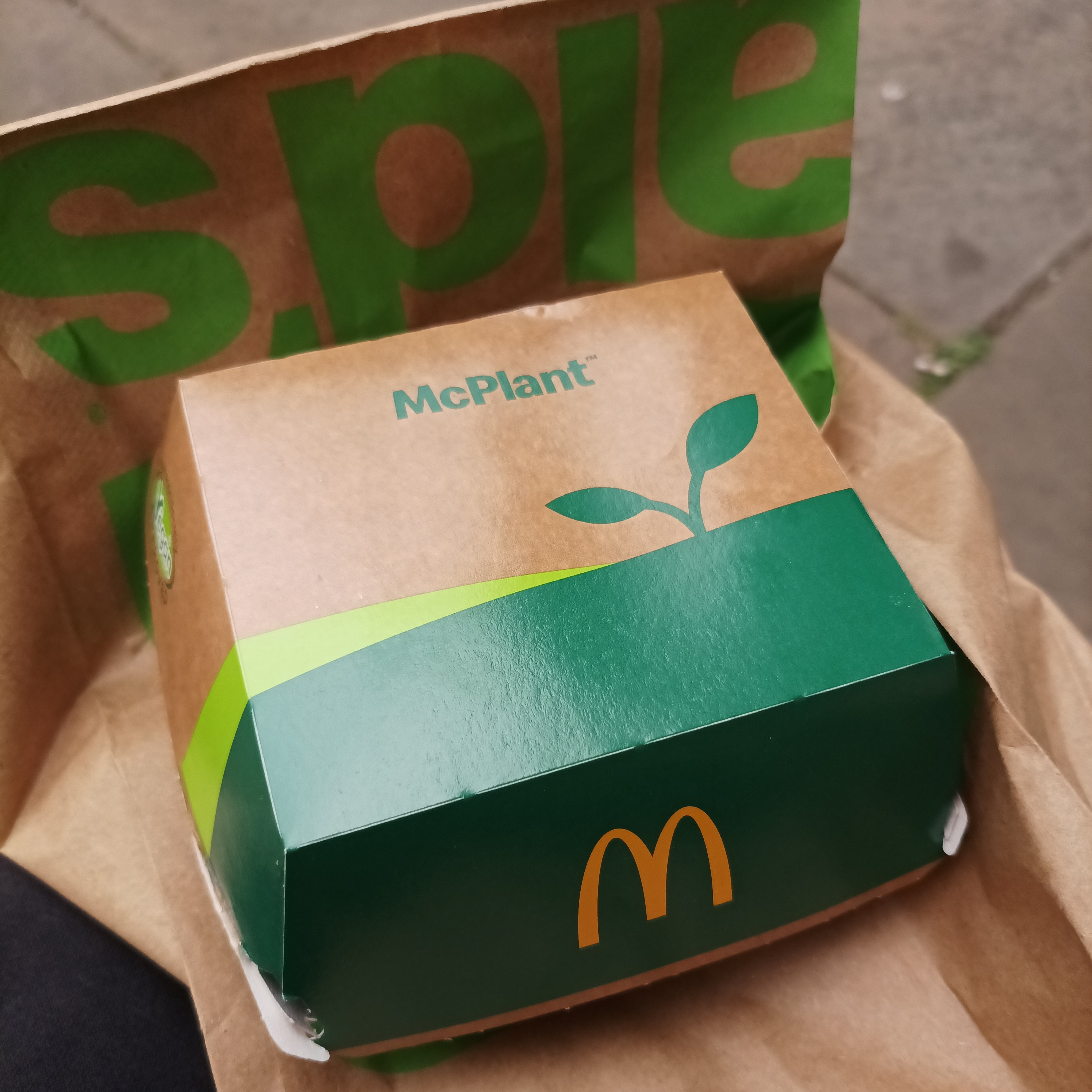
Hamburguesa McPlant

La col·laboració va començar al Febrer del 2021 i l'anunci d'aquesta va disparar les accions de Beyond Meat un 13%. Es tracta d'una nova hamburguesa anomenada PLT (Plant, Lettuce and Tomato) i utilitza Beyond Burger com a alternativa vegana. Aquesta es troba disponible en multitud de establiments a la ciutat de Ontario, Canadà.
Fa temps que s'especula amb un acord entre Beyond meat i McDonald's ja que l'anterior CEO de McDonalds, Donald Thompson, ara treballa a Beyond Meat.

#### Yum! Brands
TacoBell, Pizza Hut o KFC són propietat de Yum! Brands fundada per Andrall E. Pearson. Actualment existeix un acord entre KFC i Beyond Meat on s'està provant una alternativa al pollastre fregit amb Beyond Fried Chicken a Atlanta, Georgia.
TacoBell també va llançar el Beyond 8 Layer Burrito i el Epic Beyond Cali Burrito, dos burritos que utilitzaven Beyond Meat disponibles en multitud d'establiments als Estats Units.

#### Subway
La multinacional Subway també va anunciar una col·laboració amb Beyond Meat amb el llançament del Beyond Meatball Marinara Sub, un entrepà amb salsa marinera que utilitza beyond meatballs com a substitut de les mandonguilles de carn tradicionals. Aquest entrepà es pot trobar en més de sis-centes localitzacions als Estats Units i el Canadà.

#### PepsiCo
Beyond Meat i PepsiCo van anunciar Planet Partnership, la seva empresa conjunta, el gener del 2021. L'objectiu d'aquesta aliança era elaborar begudes i aperitius innovadors utilitzant proteïna d'origen vegetal.
El primer producte de Planet Partnership va ser el Beyond Meat jerky, llançat el 2022.

## Sostenibilitat
Beyond Meat va encarregar un estudi al Centre per la Sostenibilitat de la Universitat de Michigan centrat en la seva Beyond Burger i comparant-la amb una hamburguesa tradicional.
Es va arribar a la conclusió que reduïa gairebé un 90% l'emissió de gasos d'efecte hivernacle, reduïa en més d'un 46% l'ús d'energia, reduïa en més d'un 92% l'ús de terra i en un 99.5% l'ús d'aigua.
L'estudi senyala que el que presenta un major efecte sobre aquests valors són els ingredients principals; la proteïna de pèsol, l'oli de canola i el de coco. Aquests suposen una gran reducció en l'ús de recursos i les emissions d'efecte hivernacle respecte l'ús de carn tradicional.
D'altra banda, l'embalatge de la Beyond Burger usava plàstic, el polietilè, i en canvi altres productes de la mateixa companyia utilitzen alternatives compostables. La obertura de dues fàbriques a Holanda, a part de reduir la petjada ecològica en el transport de mercaderies, es va fer amb el debut d'un nou empaquetament on la safata es fa reciclable i s'usa un 30% menys de material.